# Metaleptea adspersa
Metaleptea adspersa is een rechtvleugelig insect uit de familie veldsprinkhanen (Acrididae). De wetenschappelijke naam van deze soort is voor het eerst geldig gepubliceerd in 1843 door Blanchard.